# Geophis mutitorques
Geophis mutitorques este o specie de șerpi din genul Geophis, familia Colubridae, descrisă de Cope 1885. A fost clasificată de IUCN ca specie cu risc scăzut. Conform Catalogue of Life specia Geophis mutitorques nu are subspecii cunoscute.